# Ligne César

Lignes défensives allemandes au sud de Rome

La ligne César était la dernière ligne de défense allemande en Italie avant Rome durant la Seconde Guerre mondiale. 

## Historique
Elle s'étendait de la côte occidentale Ostie, traversait les collines d'Alban au sud de Rome, de Valmontone à Avezzano puis s'étendait jusqu'à Pescara sur la côte Adriatique. Derrière la partie occidentale de cette ligne se trouvait une ligne secondaire, la ligne romaine, située au nord de Rome. 
Lorsque les défenses de la ligne César tenues par la XIVe armée allemande furent rompues par la Ve armée américaine le 30 mai 1944, suivant la bataille d'Anzio, la route pour Rome fut enfin ouverte. Les Allemands firent retraite sur la ligne de défense suivante, la ligne Trasimène où la 14e armée allemande se réaligna avec la 10e armée allemande avant de se retirer vers la mieux défendue Ligne gothique. 

## Source
- (en) Cet article est partiellement ou en totalité issu de l’article de Wikipédia en anglais intitulé « Caesar C line » (voir la liste des auteurs).